# SI-præfiks
 For alternative betydninger, se Præfiks (flertydig). (Se også artikler, som begynder med Præfiks)
Et SI-præfiks er et præfiks, som kan anvendes på enhver SI-enhed.
For eksempel ganger præfikset "kilo" med ét tusind, så én kilometer er 1 000 meter og én kilowatt er 1 000 watt. Præfikset "milli" dividerer med ét tusind, så én millimeter er en tusindedel af en meter (der går 1 000 millimeter på en meter); og én milliliter er én tusindedel af en liter. Dét at det samme præfiks kan anvendes på enhver SI-enhed, er en af SI systemets styrker.

## Almindelige præfikser
De mest almindelige anvendte præfikser er:
- giga = 109 = milliard = 1.000.000.000 (dvs. ét tusind millioner)
- mega = million = 1.000.000
- kilo = tusind = 1.000
- deci = en tiendedel = 0,1
- centi = en hundrededel = 0,01
- milli = en tusindedel = 0,001

## Komplet SI-præfiks-tabel
| Præfiks | Præfiks | Tal              | Tal       | Tal   | Tal                                       | Præfiks fra | Præfiks fra                                               |
| Navn    | Symbol  | Navn             | 1000m     | 10n   | Decimaltal                                | År          | Etymologi                                                 |
| quetta  | Q       | Quintillion      | 100010    | 1030  | 1 000 000 000 000 000 000 000 000 000 000 | 2022        |                                                           |
| ronna   | R       | kvadrilliard     | 10009     | 1027  | 1 000 000 000 000 000 000 000 000 000     | 2022        |                                                           |
| yotta   | Y       | kvadrillion      | 10008     | 1024  | 1 000 000 000 000 000 000 000 000         | 1991        | græsk ὀκτώ, okto, otte for 10008                          |
| zetta   | Z       | trilliard        | 10007     | 1021  | 1.000.000.000.000.000.000.000             | 1991        | græsk bogstav ζ, zeta, i oldgr. ζῆτα, sept, syv for 10007 |
| exa     | E       | trillion         | 10006     | 1018  | 1.000.000.000.000.000.000                 | 1975        | græsk ἕξ, hex, seks for 10006                             |
| peta    | P       | billiard         | 10005     | 1015  | 1.000.000.000.000.000                     | 1975        | græsk πέντε, pente, fem for 10005                         |
| tera    | T       | billion          | 10004     | 1012  | 1.000.000.000.000                         | 1960        | græsk τέρας, teras, monster                               |
| giga    | G       | milliard         | 10003     | 109   | 1.000.000.000                             | 1960        | græsk γίγας, gigas, kæmpe                                 |
| mega    | M       | million          | 10002     | 106   | 1.000.000                                 | 1960        | græsk μέγας, megas, stort                                 |
| kilo    | k       | tusind           | 10001     | 103   | 1.000                                     | 1795        | græsk χίλιοι, khilioi, tusind                             |
| hekto   | h       | hundrede         | 1000 2/3  | 102   | 100                                       | 1795        | græsk ἑκατόν, hekaton, hundrede                           |
| deka    | da      | ti               | 10001/3   | 101   | 10                                        | 1795        | græsk δέκα, deka, ti                                      |
|         |         | en / et          | 10000     | 100   | 1                                         |             |                                                           |
| deci    | d       | tiendedel        | 1000-1/3  | 10-1  | 0,1                                       | 1795        | latin decimus, tiende                                     |
| centi   | c       | hundrededel      | 1000- 2/3 | 10-2  | 0,01                                      | 1795        | latin centum, hundrede                                    |
| milli   | m       | tusindedel       | 1000-1    | 10−3  | 0,001                                     | 1795        | latin mille, tusind                                       |
| mikro   | µ       | milliontedel     | 1000-2    | 10−6  | 0,000 001                                 | 1960        | græsk μικρός, mikros, småt                                |
| nano    | n       | milliardtedel    | 1000-3    | 10−9  | 0,000 000 001                             | 1960        | græsk νάνος, nanos, dværg                                 |
| piko    | p       | billiontedel     | 1000-4    | 10−12 | 0,000 000 000 001                         | 1960        | italiensk piccolo, småt                                   |
| femto   | f       | billiardtedel    | 1000-5    | 10−15 | 0,000 000 000 000 001                     | 1964        | dansk femten for 10−15                                    |
| atto    | a       | trilliontedel    | 1000-6    | 10−18 | 0,000 000 000 000 000 001                 | 1964        | dansk atten for 10−18                                     |
| zepto   | z       | trilliardtedel   | 1000-7    | 10−21 | 0,000 000 000 000 000 000 001             | 1991        | latin septem, syv for 1000-7                              |
| yokto   | y       | kvadrilliontedel | 1000-8    | 10−24 | 0,000 000 000 000 000 000 000 001         | 1991        | græsk ὀκτώ, okto, otte for 1000-8                         |
| ronto   | r       | kvadrilliardedel | 1000-9    | 10−27 | 0,000 000 000 000 000 000 000 000 001     | 2022        |                                                           |
| quecto  | q       | Quintilliontedel | 1000-10   | 10−30 | 0,000 000 000 000 000 000 000 000 000 001 | 2022        |                                                           |

Selv om mikro (µ) først blev officielt præfiks i 1960, blev det anvendt af naturvidenskabsfolk allerede fra begyndelsen af 1900-tallet. Mega og mikro blev foreslået af British Association for the Advancement of Science i 1873.
Bemærk at man i forskellige lande bruger to forskellige systemer for navne på store tal, sådan at f.eks. en milliard hedder a billion på amerikansk. Ordet billion kan således være tvetydigt i en international sammenhæng. En af fordelene ved SI-præfikserne er, at de er entydige.
Stavningen af de forskellige præfikser kan dog variere lidt fra sprog til sprog. Som et eksempel staves hekto- og kilo- henholdsvis etto- og chilo- på italiensk. De samme to præfikser staves hecto- og kilo- på engelsk, der er ingen stavemåde, som er mere korrekt end andre da det, ligesom andre ord, afhænger af sproget.
Symbolerne for præfikserne er internationale og ufravigelige, så italienerne bruger også km som symbol for chilometro.
Bemærk at symbolet for kilo er et lille "k"; det store "K" er symbolet for temperaturenheden Kelvin.

## Udvidelse
Der har været en del forslag om udvidelse af området med præfikser.
Den daværende fysikstuderende Austin Sendek har foreslået "hella" som præfiks for 1027.
Fysikeren Brian C. Lacki har foreslået at fortsætte i omvendt alfabetisk orden fra Z og Y med symbolerne X, W og V for 1027, 1030 og 1033.
Og så foreslår DigitalDan at bruge "vectra (V)" om 1027 og "vimto (v)" om 10-27.

## Oprindelige metriske præfikser
De oprindelige præfikser fra 1795 var:
| Præfiks | Tal         | Tal  | Tal        | Etymologi | Etymologi                 |
| Navn    | Navn        | 10n  | Decimaltal | Sprog     | Betydning                 |
| myria   | titusind    | 104  | 10 000     | græsk     | μύριοι, mýrioi, titusind  |
| kilo    | tusind      | 103  | 1 000      | græsk     | χίλιοι, khilioi, tusind   |
| hekto   | hundrede    | 102  | 100        | græsk     | ἑκατόν, hekaton, hundrede |
| deka    | ti          | 101  | 10         | græsk     | δέκα, deka, ti            |
|         | en / et     | 100  | 1          |           |                           |
| deci    | tiendedel   | 10-1 | 0,1        | latin     | decimus, tiende           |
| centi   | hundrededel | 10-2 | 0,01       | latin     | centum, hundrede          |
| milli   | tusindedel  | 10−3 | 0,001      | latin     | mille, tusind             |

Desuden havde man "double" for dobbelt og "demi" for halvt, og man kunne sætte præfikser sammen, f.eks. er et pund et demikilogram. Den franske lov fra 1795 har ikke nogen symboler eller forkortelser for præfiksene.
Præfiksene "demi", "double" og "myria" er udgået, men enheden en myriameter (ti kilometer) har overlevet som en mil í Norge og Sverige.
Præfiksene, der ikke er hele potenser af 1000, altså "hekto", "deka", "deci" og "centi", har begrænset anvendelse. Det er tilladt at skrive 1013 hPa for atmosfæretrykket 101 300 Pa. Derimod må man ikke skrive 101,3 hV for den elektriske spænding 10 130 V, men gerne f.eks. 10,13 kV.

## Eksempler
- 5 cm = 5 × 10-2 m = 5 × 0,01 m = 0,05 m
- 3 MW = 3 × 106 W = 3 × 1 000 000 W = 3 000 000 W

## Operatorpræcedens
Præfikset har altid højere operatorpræcedens end en hvilkensomhelst eksponentiering; derfor betyder km² kvadratkilometer og ikke kilokvadratmeter. For eksempel er 3 km2 = 3 × (1000 m)2 = 3 000 000 m2.

## Anbefalinger
Det anbefales at anvende præfikser med eksponenter, der er delelige med tre. Hellere '100 meter' end 'en hektometer'. Bemærkelsesværdige undtagelser er centimeter, hektar (hekto-ar), centiliter og 1 dm3 (det samme som rumfanget én liter).

## Navnenes oprindelse
Af de 20 præfikser er 13 afledt af græsk, fire af latin, to (femto og atto) er afledt af dansk, og et (piko) er afledt af italiensk.